# Tomás II d'Autremencourt
Tomás II d'Autremencourt (en francés: Thomas d'Autremencourt; griego: Θωμάς ντ' Ωτρεμενκούρ), o también de Stromoncourt (en griego: ντε Στρομονκούρ), fue el segundo señor de Salona (actual Ámfisa) y vasallo del Principado de Acaya desde 1215 hasta 1258. Era el hijo de Tomás I d'Autremencourt.
En 1215 reconquistó Salona del Despotado de Epiro y recuperó el señorío de su padre. Tomó parte en la Batalla de Karydi en 1258 tomando el lado de los triarcas de Eubea y el Ducado de Atenas contra Guillermo II de Villehardouin, príncipe de Acaya. Después de la derrota de la alianza se presentó en la Gran Corte establecida en Nikli y expresó nuevamente su lealtad al príncipe de Acaya.

## Matrimonio y descendencia
Se casó con una sobrina de Guillermo II de Villehardouin y con ella tuvo dos hijos:
- Guillermo, su sucesor
- Una hija de nombre desconocido